# 韋斯特波特 (紐約州普查規定居民點)
韋斯特波特（英語：Westport）是位於美國紐約州艾塞克斯縣的普查規定居民點。

## 人口
根據2020年美國人口普查的數據，韋斯特波特的面積為9.42平方千米，當中陸地面積為6.12平方千米，而水域面積為3.30平方千米。當地共有人口496人，而人口密度為每平方千米52.65人。